# Epicauta seriata
Epicauta seriata is een keversoort uit de familie van oliekevers (Meloidae). De wetenschappelijke naam van de soort is voor het eerst geldig gepubliceerd in 2007 door Ren & Yang.